# 3ivx
3ivx는 오스트레일리아 시드니에 위치한 3ivx Technologies에서 만든 영상 코덱이다.
3ivx는 MPEG-4 호환 데이터 스트림을 생성할 수 있는 영상 코덱 묶음이다. 3ivx는 임베디드 시스템에서 주로 쓰이는 저 전력 처리에 대한 요구때문에 설계되었다. 3ivx는 플러그인과 필터를 제공한다. 이것들은 마이크로소프트 ASF와 AVI, Apple의 퀵타임 전송 등으로 감싸인 MPEG-4 데이터 스트림을 허용한다. 그리고 이 플러그인과 필터는 기초적인 MP4 데이터 스트림 생성을 할 수 있다. 또한 3ivx는 AAC 오디오 스트림을 지원한다.
정식 디코더/인코더는 마이크로소프트 윈도우, 맥 OS, BeOS를 지원하고, 아미가OS, 리눅스로 릴리스된 예전 것들은 관리되지 않고 있다. 그리고 FFmpeg는 3ivx로 인코딩된 영상을 디코딩 할 수 있다.